# Robert Wade (roteirista)
Robert Wade (1962) é um roteirista britânico. Ele é mais conhecido por escrever sete filmes da franquia James Bond junto com seu colaborador Neal Purvis.

## Filmografia
- Let Him Have It (1991)
- The World Is Not Enough (1999)
- Plunkett & Macleane (1999)
- Die Another Day (2002)
- Johnny English (2003)
- Return to Sender (2004)
- Stoned (2005)
- Casino Royale (2006)
- Quantum of Solace (2008)
- Skyfall (2012)